# 永福 (東京都)
永福（日语：／*/?）是東京都杉並區的地名。已實施住居表示。現行行政地名為永福一丁目至四丁目。人口14,688人（2013年10月1日）。郵遞區號168-0064。

## 地理
位於杉並區南部。北與杉並區大宮之間以方南通為界。西接杉並區濱田山，西南連杉並區下高井戶。東與杉並區和泉之間大略以井之頭通為界。南與世田谷區松原之間以甲州街道為界。住居表示實施後，町名去掉「町」字，改為「永福」，但現在仍時常稱為「永福町」。一丁目與二丁目之間有神田川流過。永福町站、西永福站周邊為商業區，其他多為寧靜的住宅區。其中，三丁目道路呈棋盤狀，並設有人行道，是杉並區首屈一指的高級住宅區。區內其他高級住宅區在泡沫經濟後的建地分割下，氛圍逐漸改變，但永福三丁目至今仍維持其高級住宅區的風格。地域南部與世田谷區交界附近有明治大學和泉校舍，其旁有築地本願寺和田堀廟所。周邊寺院眾多，地名也是來自此地的永福寺。

## 歷史

### 地名由來
來自此地的永福寺。

## 交通
井之頭通有京王井之頭線永福町站（永福二丁目）、西永福站（永福三丁目）。此外，還可利用永福町的路線巴士。

## 設施
- 永福寺
- 築地本願寺和田堀廟所
- 明治大學和泉校舍
- 京王巴士東永福町營業所
- 永福稻荷神社

## 備註
1. ↑  杉並区 区政資料 - 統計 - 人口 - 各歳別人口25年 的存檔，存档日期2013-10-22.

## 外部連結
- 杉並區官方網站 （页面存档备份，存于）